# Ephrem De Malander
Ephrem Prudent Louis De Malander (Ronse, 28 september 1843 - 11 maart 1930) was een Belgisch volksvertegenwoordiger en burgemeester voor de Katholieke Partij.

## Levensloop
De Malander was de zoon van Jean Leonard De Malander (1818-1888), gemeentesecretaris van Ronse, en van Marie Amélie Dupont (1806-1887). Hij trouwde in 1870 met Jeanne Thérèse Debuysscher (1839-1918) en ze kregen vijf kinderen. Vier ervan stierven in hun vroege kinderjaren. Er bleef alleen Zulma (1877-1922) over. Ze trouwde met Louis de l'Arbre (1876-1965), die vergunning kreeg om de uitgestorven naam "De Malander" aan de zijne toe te voegen. De achterkleindochter Isabelle de l'Arbre de Malander is in 1971 getrouwd met prins Philipp van Liechtenstein.
De Malander was notaris (1871-1888) en werd plaatsvervangend vrederechter (1876-1886). Hij werd vervolgens lakenfabrikant
Hij werd gemeenteraadslid (vanaf 1872) en burgemeester (1872-1895) in Ronse. Hij werd ook hoofdman van de schuttersvereniging Sint-Hermes.
Hij was tevens volksvertegenwoordiger (1887-1898) voor de Katholieke Partij in het arrondissement Oudenaarde.
Zijn verzameling kunstwerken, voornamelijk schilderijen, werd na zijn dood geveild.
Ronse heeft een Ephrem De Malanderplein. Er is ook een openbaar park De L'Arbre de Malender, aangelegd naar een ontwerp van René Pechère op grond in 1950 aan de stad geschonken door Jean de l'Arbre de Malander.

## Publicatie
- Electorat communal. Système majoritaire et représentation proportionnelle. Un mariage de raison, Ronse, 1895.